# Dino Pešut
Dino Pešut (Sziszek, 1990. február 24. –) horvát drámaíró, dramaturg és regényíró.
| Dino Pešut                                | Dino Pešut                                |
| Kattints az alábbi külső linkek egyikére! | Kattints az alábbi külső linkek egyikére! |
| ----------------------------------------- | ----------------------------------------- |
| Nem található szabad kép.(?)              |                                           |
| külső link · jogvédett                    | Dino Pešut                                |

## Pályafutása
2009-ben iratkozott be a zágrábi Drámaművészeti Akadémia dramaturgia szakjára. 2011 óta dramaturgként dolgozik horvát, szerb és szlovén színházi produkciókban.
2013-ban debütált drámaíróként a Pritisci moje generacije (nyersfordításban: Nemzedékem nyomása) című drámával, amelyet a spliti Horvát Nemzeti Színházban állított színpadra Samo M. Strelec szlovén színházi rendező.
2015-ben mutatták be a (Pret)posljednja panda ili statika (nyersfordításban: Az (elő)utolsó panda vagy statika) című darabját, Saša Božić rendezésében és a Zágrábi Ifjúsági Színház produkciójában. Az előadás nagyon jó kritikákat kapott, Tomislav Čadež kritikus például így írt: „Pešut 25 éves kora ellenére máris az írók közé emelkedett. Tehetséges; van mondanivalója, és karakterei belső élettel rendelkeznek.” Az előadás népszerű volt a nézők körében, és több rangos fesztiválon is bemutatták. A darabot a neves bécsi Burgtheater színpadán, valamint Szerbiában is játszották.
Néhány évig Berlinben élt, ahol számos együttműködést alakított ki német színházakkal. 2018-ban elnyerte a Der deutsche Jugendtheaterpreis nevű rangos díjat, amelyet a Német Szövetségi Családügyi, Idősügyi, Nők és Ifjúsági Minisztérium ítél oda drámairodalomért fiataloknak. Részt vett Németország legfontosabb színházi fesztiválja, a Theatertreffen egyik workshopján is. Drámáit a német nyelvterület jelentős színházaiban játszották, például a Burgtheaterben. Berlinben írta első regényét, a Poderana koljena (nyersfordításban: Sebzett térdek) című művet, amely 2018-ban jelent meg.
2019-ben visszatért Zágrábba, és Ultra rövid történetek címmel novellákat kezdett írni, melyeket blogján tett közzé.
Ugyanebben az évben két drámája is sikeresen debütált: a Stela, poplava (nyersfordításban: Stella, árvíz) című darabot Selma Spahić rendezte a GDK Gavella produkciójában, valamint a Djeca recesije (nyersfordításban: A recesszió gyermekei) című művet Ivan Plazibat állította színpadra, a PlayDrama és a Kazalište Marina Držića koprodukciójában.
2020-ban mutatták be H.E.J.T.E.R.I című drámáját a Zágrábi Ifjúsági Színházban. Ugyanebben az évben megjelent második regénye, a Tatin sin (nyersfordításban: Apja fia), amelyet később több nyelvre, köztük angolra is lefordítottak (angol címe: Daddy Issues).
Drámáit mintegy tíz nyelvre fordították le.